# Ridkodubî, Hmelnîțkîi
Ridkodubî (în ucraineană Рідкодуби) este localitatea de reședință a comunei Ridkodubî din raionul Hmelnîțkîi, regiunea Hmelnîțkîi, Ucraina.

## Demografie
Componența lingvistică a localității Ridkodubî
     Ucraineană (98,19%)
     Rusă (1,81%)
Conform recensământului din 2001, majoritatea populației localității Ridkodubî era vorbitoare de ucraineană (98,19%), existând în minoritate și vorbitori de rusă (1,81%).